# Yvan Beck (vétérinaire)
Cet article concerne le vétérinaire. Pour le footballeur, voir Yvan Beck.
Pour les articles homonymes, voir Beck.
Yvan Beck, né au Congo en 1956, est un vétérinaire belge, qui pratique à Bruxelles. 
Il travaille sur les domaines fondamentaux associés au bien-être animal : l’environnement, l’éthique, l’interdépendance  entre l’homme et l’animal, le droit du vivant, les relations entre l’économie et le monde vivant,. 
Depuis 1996, comme président de l’association Planète Vie, il réalise des films, publie des livres et des études, et organise des cycles de conférences et des événements afin de sensibiliser le public et le monde politique à la cause animale[réf. nécessaire].
Le 26 mai 2011 est lancé le Jeudi Veggie https://planetevie.be/nos-projets/jeudi-veggie/ en Région Bruxelles Capitale, à l'initiative de la Ministre Evelyne Huytebroeck, de l'association Eva et de Planète-vie et de son documentaire "Lovemeatender" Magritte en 2011dont Y Beck est auteur. https://www.youtube.com/watch?v=3AYVkc703BE
en 2016 il organise a Bruxelles le premier symposium international sur l'interdépendance du monde vivant sous le haut patronage de SM Philippe de Belgique  http://www.inter-dependance.org/
En 2019, il participe aux élections régionales (Bruxelles) sur la liste DierAnimal à la deuxième place. Il sera élu député suppléant.
Le 11 mars 2020, l’acte de constitution de la Fondation européenne pour le droit du vivant a été signé par les cinq fondateurs à l’origine de cette initiative novatrice. Il s’agit d’une fondation belge d’utilité publique qui a été reconnue officiellement par un arrêté royal prononcé le 30 juin 2020.Planète-Vie et son Président, Yvan Beck, se trouvent à l’origine de cette fondation qui compte également parmi ses membres fondateurs Olivier De Schutter, Guibert Del Marmol, Timothy Weekers et José-Javier Paniagua Garcia.
En 2022, le documentaire Ecocide, changer ou disparaître, réalisé par Yvan Beck et la FEDV[Quoi ?] est sélectionné par la Belgique pour la représenter à la semaine des films internationaux sur la nature 2024 au Vietnam.

## Filmographie
- Nuit Blanche  le film de l’expédition commémorative de la présence belge en Antarctique, 1897-1997. Membre de l’expédition belge qui gravit le mont Vinson en Antarctique.
- Lovemeatender [5]  documentaire produit par AT-Production  et  la RTBF, ainsi que Planète-Vie comme producteur associé, selon une idée originale et un scénario d’Yvan Beck. Réalisateur Manu Coeman.
- Ecocide, changer ou disparaître " http://ecocidechangeroudisparaitre.com/ documentaire produit par la F.E.D.V (Fondation Européenne pour le Droit du Vivant) - Idée originale Y Beck, une réalisation en intelligence collective - 2022